# Sóc vọng (thiên văn học)

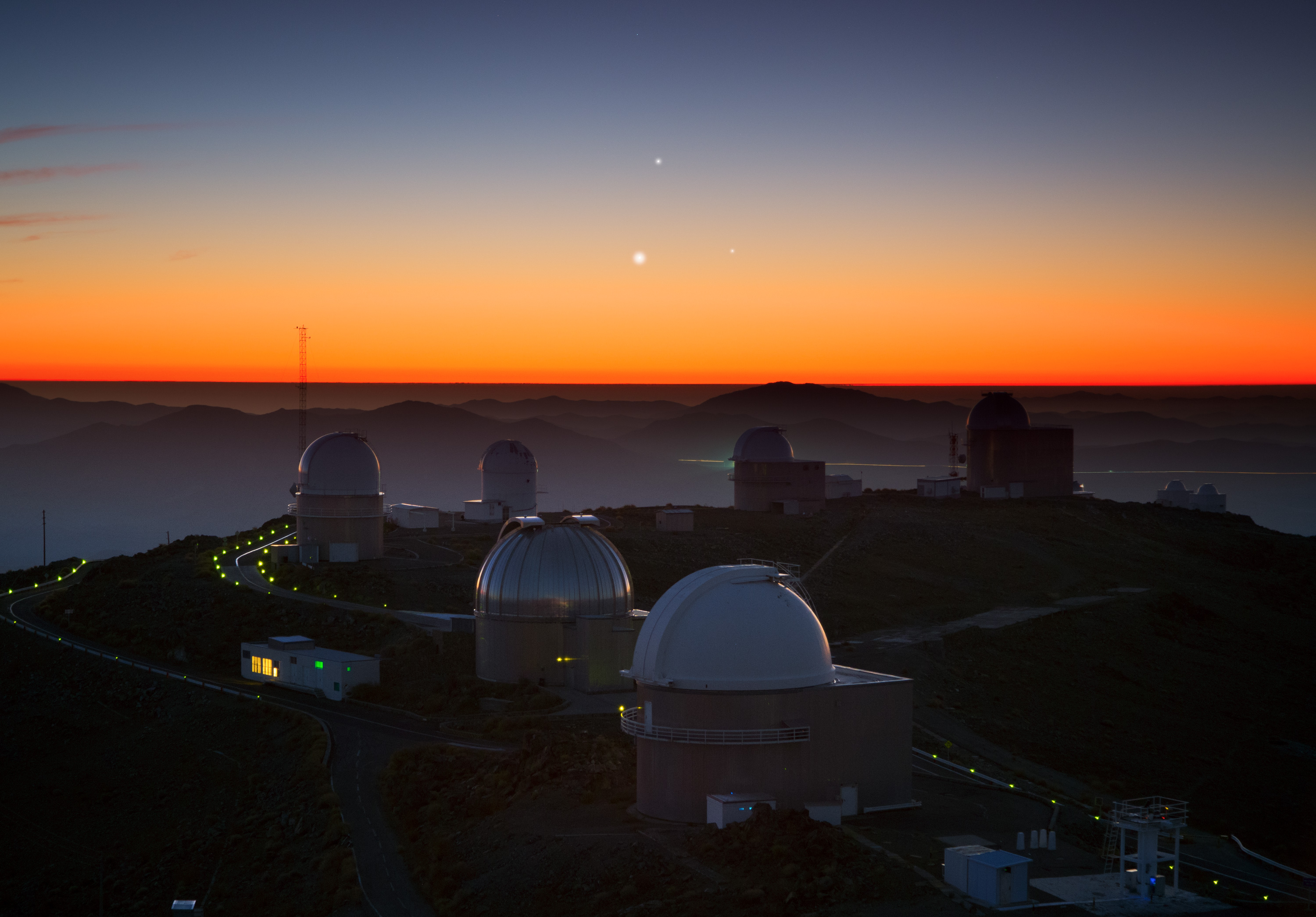
Phía trên các vòm tròn của Đài thiên văn La Silla ở Chile, ba vật thể thiên văn trong hệ Mặt Trời sao Mộc (trên cùng), Sao Kim (phía dưới bên trái) và Sao Thủy (phía dưới bên phải).

Trong thiên văn học, sóc vọng là sự tạo thành đường thẳng (đại khái) gồm ba hoặc nhiều thiên thể trong một hệ thống hấp dẫn.

Sao Thủy đi ngang qua Mặt Trời khi được xem bởi Curiosity rover trên Sao Hỏa (ngày 3 tháng 6 năm 2014).

## Tổng quan
Từ này thường được sử dụng để chỉ Mặt Trời, Trái Đất và Mặt Trăng hoặc một hành tinh, trong đó tên gọi sau được giao hội hoặc xung đối. Nhật thực và nguyệt thực cũng như quá cảnh và che khuất của các thiên thể xảy ra vào những thời điểm sóc vọng. Thuật ngữ này thường được áp dụng khi Mặt Trời và Mặt Trăng giao hội (Mặt Trăng mới) hoặc xung đối (trăng tròn).
Từ sóc vọng thường được sử dụng để mô tả các cấu hình thú vị của các vật thể thiên văn nói chung. Ví dụ, một trường hợp như vậy xảy ra vào ngày 21 tháng 3 năm 1894, khoảng 23:00 GMT, khi Sao Thủy đi qua Mặt trời như đã thấy từ Sao Kim, và Sao Thủy và Sao Kim đều đồng thời chuyển qua Mặt Trời khi nhìn từ Sao Thổ. Nó cũng được sử dụng để mô tả các tình huống khi tất cả các hành tinh ở cùng một phía của Mặt trời mặc dù chúng không nhất thiết phải nằm trên một đường thẳng, chẳng hạn như vào ngày 10 tháng 3 năm 1982.
Vào ngày 3 tháng 6 năm 2014, tàu thám hiểm Curiosity trên Sao Hỏa quan sát hiện tượng hành tinh Sao Thủy đi ngang qua Mặt Trời, đánh dấu lần đầu tiên một hành tinh quá cảnh được quan sát từ một thiên thể bên cạnh Trái Đất.

## Che khuất, quá cảnh và thiên thực
Sóc vọng đôi khi dẫn đến hiện tượng che khuất, quá cảnh hoặc thiên thực.
- Che khuất xảy ra khi một thiên thể rõ ràng lớn hơn vượt ngang qua trước một thiên thể rõ ràng nhỏ hơn.
- Quá cảnh xảy ra khi một thiên thể nhỏ hơn vượt ngang qua trước một thiên thể lớn hơn. 
  - Trong trường hợp kết hợp trong đó thiên thể nhỏ hơn thường xuyên quá cảnh qua thiên thể lớn hơn, sự che khuất cũng được gọi là thiên thực thứ cấp.
- Thiên thực xảy ra khi một thiên thể biến mất hoàn toàn hoặc một phần khỏi tầm nhìn, hoặc là do sự che khuất, như với nhật thực, hoặc bằng cách đi vào bóng tối của một thiên thể khác, như với nguyệt thực (do đó cả hai đều được liệt kê trên trang thiên thực của NASA).

Quá cảnh và che khuất của Mặt Trời bởi Mặt Trăng được gọi là nhật thực bất kể Mặt Trời có bị che phủ hoàn toàn hay chỉ một phần. Bằng cách mở rộng, quá cảnh của Mặt Trời bởi một vệ tinh của một hành tinh cũng có thể được gọi là nhật thực, như quá cảnh của các vệ tinh Phobos và Deimos được hiển thị trên tạp chí ảnh JPL của NASA, cũng như sự đi qua của vệ tinh vào bóng tối của hành tinh, như với thiên thực của Phobos. Thuật ngữ thiên thực cũng được sử dụng phổ biến hơn cho các thiên thể vượt ngang qua trước mặt nhau. Ví dụ, một bức ảnh thiên văn trong ngày của NASA đề cập đến Mặt Trăng và sao Thổ thực và che khuất lẫn nhau.

## Vòng Einstein
Vì các tia điện từ hơi bị uốn cong bởi hấp dẫn, khi chúng đi qua một khối nặng, chúng bị uốn cong. Do đó, khối nặng đóng vai trò như một dạng thấu kính hấp dẫn. Nếu nguồn sáng, khối nhiễu xạ và người quan sát dóng thành một đường thẳng, người ta sẽ thấy cái được gọi là vòng Einstein.

## Biến đổi thủy triều
Sóc vọng gây ra hiện tượng hai lần mỗi tháng của triều cường và triều nhược. Ở thời điểm trăng mới và trăng tròn, Mặt Trời và Mặt Trăng đang ở trong sóc vọng. Các lực thủy triều của chúng tăng cường cho nhau, và mặt nước đại dương đều dâng cao hơn và xuống thấp hơn so với mức trung bình. Ngược lại, ở kỳ thứ nhất và thứ ba (thượng huyền và hạ huyền), Mặt Trời và Mặt Trăng tạo thành góc vuông với Trái Đất, lực thủy triều của chúng triệt tiêu nhau và phạm vi thủy triều nhỏ hơn mức trung bình. Sự biến đổi của triều cũng có thể được đo ở lớp vỏ Trái Đất và điều này có thể ảnh hưởng đến tần suất động đất.